# VinFast VF 8
De VinFast VF E35 is een volledig elektrisch aangedreven SUV, ontwikkeld door VinFast en in productie sinds 2021. Vanaf juli 2022 is het voertuig ook in Nederland verkrijgbaar. Het voertuig is ontworpen door Pininfarina.